# Nicodim Munteanu

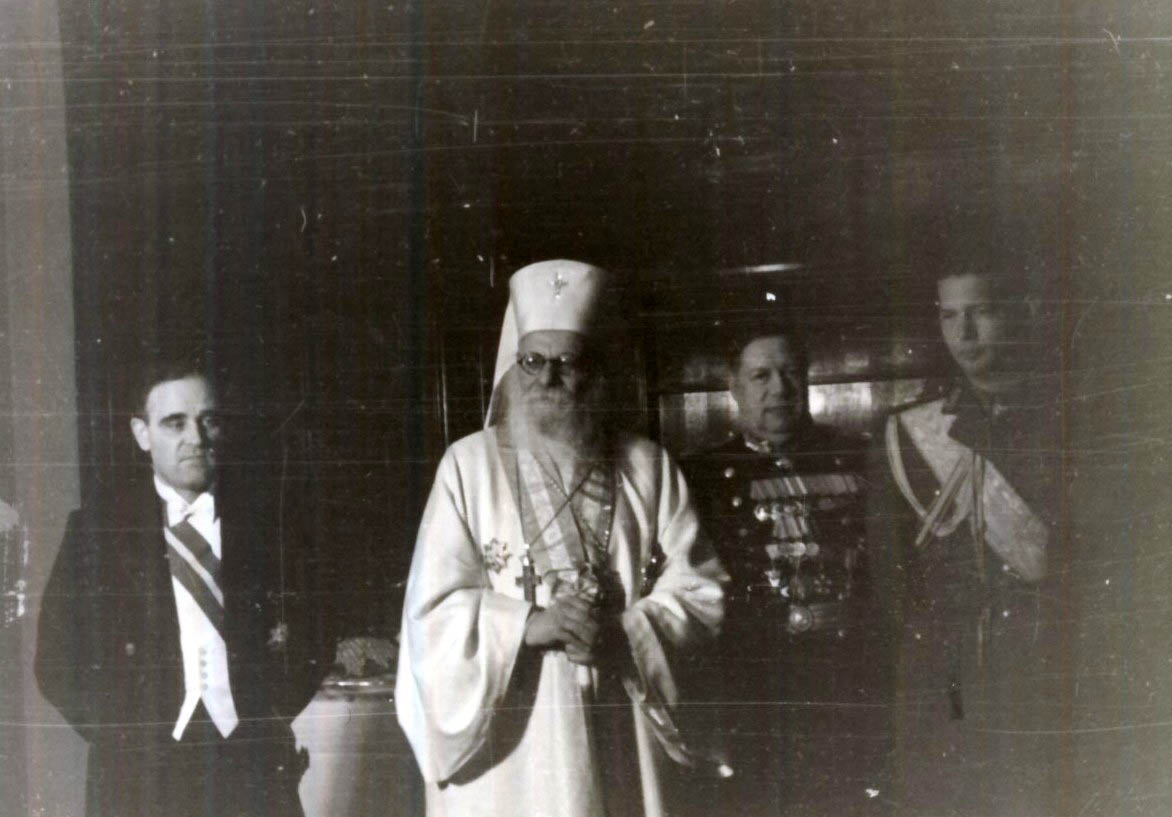
Il patriarca Nicodim (al centro), con Michele I di Romania (a destra) e Gheorghe Gheorghiu-Dej (a sinistra), ad un ricevimento all'ambasciata sovietica nel 1946

Nicodim Munteanu, conosciuto anche come il patriarca Nicodim (Pipirig, 6 dicembre 1864 – Bucarest, 27 febbraio 1948), è stato un arcivescovo ortodosso rumeno, capo della Chiesa ortodossa rumena fra il 1939 e il 1948.

## Biografia
Studiò teologia alla Accademia Kiev-Mohyla, Impero russo e divenne un monaco al monastero Neamţ nel 1894.
Nicodim fu di supporto alla famiglia reale di Romania e anti-comunista, rifiutandosi di dare supporto al regime comunista filo-sovietico in Romania nel 1945-1947. La sua morte nel 1948 e la successiva nomina di un nuovo patriarca, Giustiniano I, che era favorevole ai comunisti, furono viste dagli storici con sospetto.